# Anastasia Kelesidu
Anastasia Kelesidu (en grec: Αναστασία Κελεσίδου) (Hamburg, Alemanya, 28 de novembre de 1972) és una atleta grega, ja retirada, especialista en llançament de disc, que va competir durant la dècada de 1990 i del 2000. Durant la seva carrera esportiva va establir set rècord nacionals de disc, sent el millor llançament 67,70 metres aconseguits el 1999.

## Carrera esportiva
Va participar, als 23 anys, en els Jocs Olímpics d'Estiu de 1996 realitzats a Atlanta (Estats Units), on va fou eliminada en la ronda de qualificació de la prova femenina de llançament de disc. Posteriorment participà en els Jocs Olímpics d'Estiu de 2000 realitzats a Sydney (Austràlia), on va aconseguir guanyar la medalla de plata, un fet que repetí en els Jocs Olímpics d'Estiu de 2004 realitzats a Atenes (Grècia).
Al llarg de la seva carrera ha guanyat tres medalles en el Campionat del Món d'atletisme, dues d'elles de plata; una medalla de bronze en el Campionat d'Europa d'atletisme i una medalla d'or en els Jocs del Mediterrani.